# Lista över offentlig konst i Trelleborgs kommun
Lista över offentlig konst i Trelleborgs kommun är en ofullständig förteckning över främst utomhusplacerad offentlig konst i Trelleborgs kommun.

| Titel                                              | Konstnär(er)                   | Årtal | Beskrivning | Typ - material                  | Plats Koordinater                                                       | Bild                                                             |
| -------------------------------------------------- | ------------------------------ | ----- | ----------- | ------------------------------- | ----------------------------------------------------------------------- | ---------------------------------------------------------------- |
| Fredrik Vilhelm Thorsson                           | Giovanni Bernardi              | 1938  |             | byst                            | Folkets Park 55.37914, 13.15291                                         | Fredrik Vilhelm Thorsson                                         |
| Strandad flyktingbåt                               | Christer Bording               | 1999  |             | skulptur - sten                 | Strandpromenaden koordinater saknas                                     |                                                                  |
| Små varelser                                       | Ralf Borselius                 | 2009  |             | skulptur - brons                | Stadsparken koordinater saknas                                          | Små varelser                                                     |
| Koncentration - fusion                             | Stig Carlsson                  | 1970  |             | relief - stengods               | Rådhuset, nybyggnad 55.37381, 13.15806                                  | Koncentration - fusion                                           |
| Vingslag                                           | Lena Cedergren                 | 1992  |             | skulptur                        | Västra kyrkogården 55.37478, 13.14193                                   | Vingslag                                                         |
| Den visa och den fåvitska jungfrun                 | Axel Ebbe                      | 1936  |             | reliefer - brons                | Algatan 26 55.3741, 13.15711                                            | Den visa och den fåvitska jungfrun                               |
| Fackelbäraren                                      | Axel Ebbe                      | 1956  |             | skulptur                        | Östra skolan, gården utanför matsalen koordinater saknas                | Ladda upp en bild av detta konstverk                             |
| Famntaget                                          | Axel Ebbe                      | 1930  |             | skulptur - brons                | Smygehuk 55.33886, 13.35893                                             | Fler bilder                                                      |
| Flygande svanar                                    | Axel Ebbe                      | 1937  |             | relief - sandsten               | Norra kyrkogården, Kapellet 55.38341, 13.15674                          | Flygande svanar                                                  |
| Invalidmonumentet                                  | Axel Ebbe                      | 1926  |             | skulptur grupp - sten, brons    | Norra kyrkogården 55.38254, 13.15715                                    | Invalidmonumentet                                                |
| Irrblosset                                         | Axel Ebbe                      | 1919  |             | skulptur - brons                | Stadsparken 55.37529, 13.16044                                          | Irrblosset                                                       |
| Kyrkogrimen                                        | Axel Ebbe                      | 1935  |             |                                 | Axel Ebbes konsthall, vid ingången 55.37527, 13.16128                   | Kyrkogrimen                                                      |
| Lättare än luft                                    | Axel Ebbe                      | 1941  |             | skulptur - konststen            | Badhuset, simhallen (inomhus) 55.37475, 13.1614                         | Ladda upp en bild av detta konstverk                             |
| Leksaken                                           | Axel Ebbe                      | 1935  |             | relief - brons                  | Axel Ebbes konsthall, ytterväggen intill huvudentrén 55.3753, 13.1612   | Leksaken                                                         |
| På Demantehällen                                   | Axel Ebbe                      | 1935  |             | skulptur - brons                | Axel Ebbes konsthall, utanför 55.37542, 13.1612                         | På Demantehällen                                                 |
| Sjöormen                                           | Axel Ebbe                      | 1935  |             | fontänskulptur - brons          | Stortorget 55.37538, 13.15791                                           | Fler bilder                                                      |
| Brickor i spelet                                   | Jörgen Fogelqvist              | 1968  |             | skulptur och målningar - betong | Klörupsvägen, innergård koordinater saknas                              |                                                                  |
| Johan Kock                                         | Jonas Fröding                  | 1955  |             | byst - granit                   | S:ta Gertruds väg 55.37425, 13.16713                                    | Johan Kock                                                       |
| Mikaelibrunnen                                     | Jonas Fröding                  | 1953  |             | fontän - granit                 | Gamla Torg 55.37487, 13.14937                                           | Mikaelibrunnen                                                   |
| Aurora och vindarna                                | Hugo Gehlin                    | 1943  |             | fasadmosaik - mosaik            | Badhuset, innervägg (inomhus) 55.37463, 13.1617                         | Aurora och vindarna                                              |
| Fönstermålningar                                   | Hugo Gehlin                    | 1938  |             | målning - glas                  | Norra kyrkogården, krematoriet (inomhus) koordinater saknas             | Det är troligen inte ok att ladda upp en bild av detta konstverk |
| Tecken                                             | Gun Gordillo                   | 2004  |             | väggskulptur - cortenstål, neon | Lasarettet, atriumgård koordinater saknas                               |                                                                  |
| Badet och Nereid                                   | Eric Grate                     | 1943  |             | reliefer - terrakotta           | Badhuset, trapphuset (inomhus) koordinater saknas                       | Det är troligen inte ok att ladda upp en bild av detta konstverk |
| Mobile                                             | Claes Hake                     | 2006  |             | skulptur - brons, sten          | Rådhustorget 55.37358, 13.15825                                         | Mobile                                                           |
| Grundform                                          | Bertil Herlow Svensson         | 1975  |             | skulptur - aluminium            | Tingshuset, foajén (inomhus) koordinater saknas                         | Det är troligen inte ok att ladda upp en bild av detta konstverk |
| Fågelbadet                                         | Ruth Holmquist Helgesson       | 1937  |             | fontänskulptur                  | Rådhusplanteringen 55.37297, 13.158                                     | Fågelbadet                                                       |
| Cyklister                                          | Erik Höglund                   | 1956  |             | skulptur - brons                | Söderslättsgymnasiet 55.37674, 13.15502                                 | Cyklister                                                        |
| Fons fori scholae Även känd som: Skoltorgets källa | Erik Höglund                   | 1967  |             | fontändamm - granit             | Söderslättsgymnasiet, framför nybyggnaden 55.37629, 13.15625            | Fons fori scholae                                                |
| Mor och barn                                       | Erik Höglund                   | 1958  |             | skulptur                        | Folktandvården 55.38001, 13.16035                                       | Mor och barn                                                     |
| Muralglasvägg                                      | Erik Höglund                   | 1967  |             | glas                            | Söderslättsgymnasiet, matsal (inomhus) koordinater saknas               | Det är troligen inte ok att ladda upp en bild av detta konstverk |
| Noaks ark                                          | Erik Höglund                   | 1963  |             | glas, smide                     | Församingshemmet, Stora salen (inomhus) koordinater saknas              | Det är troligen inte ok att ladda upp en bild av detta konstverk |
| Att bara vara                                      | Jonas Högström                 | 1993  |             | skulptur - brons, sten          | Lejonhjälmsgränden 55.37648, 13.1522                                    | Att bara vara                                                    |
| Clown på hjul                                      | Helge Johansson                | 1962  |             | skulptur                        | Folkets park, norrsidan 55.37929, 13.15266                              | Clown på hjul                                                    |
| Krokodiltårar                                      | Eric Langert                   | 2005  |             | fontän - gummi                  | Skyttsgården 55.37271, 13.16605                                         | Krokodiltårar                                                    |
| Freja                                              | Peter Linde                    | 1983  |             | skulptur                        | Anderslöv, torget 55.43847, 13.31761                                    | Freja                                                            |
| Meditation                                         | Peter Linde                    | 1981  |             | skulptur                        | Norra kyrkogården, minneslunden 55.38457, 13.15757                      | Meditation                                                       |
| Monument över invandringen                         | Viktor Lipovka Alexandra Ruban | 1993  |             | skulptur - sten                 | Per Hans väg/Västra Vallgatan 55.37644, 13.14399                        | Monument över invandringen                                       |
| Månårsfågeln                                       | Tyra Lundgren                  | 1970  |             | skulptur                        | S:t Nicolai kyrka, kyrkoplanteringen 55.37589, 13.15167                 | Månårsfågeln                                                     |
| Chiffre                                            | Carl Magnus                    | 2004  |             | målning - keramik               | Lasarettet, västra ljusgården koordinater saknas                        |                                                                  |
| Fågel Fenix                                        | Nils André Malmström           | 1991  |             | fontänskulptur - brons, sten    | Vårdcentralen Katten, Västergatan 33 55.37554, 13.14659                 | Fågel Fenix                                                      |
| Fågel som lyfter ovan regnet                       | Nils André Malmström           | 1975  |             | skulptur - koppar               | Hedvägen 55.38243, 13.14423                                             | Fågel som lyfter ovan regnet                                     |
| Hoppets fågel                                      | Nils André Malmström           | 1974  |             | skulptur - stengods             | Tingshuset, foajén (inomhus) koordinater saknas                         | Det är troligen inte ok att ladda upp en bild av detta konstverk |
| Kärleken är en rosenlund                           | Nils André Malmström           | 1975  |             | relief - stengods               | Lasarettet, reumatolog- och rehabsektionen (inomhus) koordinater saknas | Det är troligen inte ok att ladda upp en bild av detta konstverk |
| Stad vid havet                                     | Nils André Malmström           | 1974  |             | relief - stengods               | Trelleborgs konferenscentrum Forum (inomhus) koordinater saknas         | Det är troligen inte ok att ladda upp en bild av detta konstverk |
| Sökare                                             | Nils André Malmström           | 1972  |             | relief - stengods               | Rådhuset, trapphall (inomhus) koordinater saknas                        | Det är troligen inte ok att ladda upp en bild av detta konstverk |
| Sökaren                                            | Nils André Malmström           | 1973  |             | relief - stengods               | Församingshemmet, foajén (inomhus) koordinater saknas                   | Det är troligen inte ok att ladda upp en bild av detta konstverk |
| Gestalt i storm                                    | Bror Marklund                  | 1964  |             | skulptur                        | Ångkvarnen koordinater saknas                                           | Gestalt i storm                                                  |
| Solglitter                                         | Carl Milles                    | 1918  |             | fontänskulptur                  | Badhuset, utanför 55.37485, 13.16115                                    | Solglitter                                                       |
| Atleten                                            | Tom Möller                     | 1975  |             | skulptur - glas                 | i grönområdet vid Söderslättshallen koordinater saknas                  |                                                                  |
| Tankar och speglingar                              | Birgitta Nelson Clauss         | 1976  |             | textil                          | SEB (inomhus) koordinater saknas                                        | Det är troligen inte ok att ladda upp en bild av detta konstverk |
| Fasadmosaik                                        | Ejnar Nettelbladt              | 1956  |             | fasadmosaik - mosaik            | Österbrogatan 5 55.37406, 13.16017                                      | Fasadmosaik                                                      |
| Rytmiskt spel                                      | Staffan Nihlén                 | 1974  |             | relief - metall                 | Söderslättshallen, foajén (inomhus) 55.38684, 3.15641                   | Rytmiskt spel                                                    |
| Våg – spel                                         | Staffan Nihlén                 | 1972  |             | relief - aluminium              | Rådhuset, övre trapphallen (inomhus) koordinater saknas                 | Det är troligen inte ok att ladda upp en bild av detta konstverk |
| Till vind och vågor                                | Ernst Nordin                   | 1970  |             | skulptur - brons                | S:t Nicolai kyrka, kyrkoplanteringen 55.37558, 13.15284                 | Till vind och vågor                                              |
| Arbetare                                           | Ragnar Näsman                  | 1947  |             | relief                          | Folkets Hus, var sida av ingången 55.37886, 13.15251                    | Arbetare                                                         |
| Arbetsliv i staden                                 | Ragnar Näsman                  | 1947  |             | relief                          | Folkets Hus, gaveln 55.37879, 13.15252                                  | Arbetsliv i staden                                               |
| Stadens arbetsliv                                  | Ragnar Näsman                  | 1954  |             | relief                          | Folkets Hus, transformatorstationen 55.37924, 13.15476                  | Stadens arbetsliv                                                |
| Portalskulptur                                     | Anders Olsson                  | 1932  |             | skulpturer - granit             | SEB, entrén mot Östergatan 55.37341, 13.15973                           | Portalskulptur                                                   |
| Akka                                               | Erland Persson                 | 1966  |             | skulptur                        | Servicecentrum Akka, Frans Malmrosgatan koordinater saknas              |                                                                  |
| Akka                                               | Erland Persson                 | 1966  |             | skulptur                        | Smygehuk, hamnen 55.33887, 13.35965                                     | Akka                                                             |
| Båtar                                              | Marianne Richter               | 1955  |             | textil                          | SEB (inomhus) koordinater saknas                                        | Det är troligen inte ok att ladda upp en bild av detta konstverk |
| Commedia dell'arte                                 | Pär Sandberg                   | 1995  |             | väggmålning, relief - plåt      | Kulturhuset koordinater saknas                                          |                                                                  |
| Livets älv                                         | Pär Siegård                    | 1944  |             | målning                         | Norra kyrkogården, krematoriet (inomhus) koordinater saknas             | Det är troligen inte ok att ladda upp en bild av detta konstverk |
| Svenska notiser                                    | Bertil Sjöberg                 | 1972  |             | relief - plast                  | Söderslättshallen, fritidskontoret (inomhus) 55.38644, 13.15663         | Svenska notiser                                                  |
| Monument över en fågel                             | Birgitta Stenberg-Hultén       | 1965  |             | skulptur - brons                | Pilevallskolan, framför huvudentrén koordinater saknas                  |                                                                  |
| Den strandade arken                                | Elisabet Svensson              | 2004  |             | skulptur                        | Lasarettet, gården vid rehabiliteringen 55.38093, 13.1614               | Den strandade arken                                              |
| Stem                                               | Christian von Sydow            | 2004  |             | skulptur - glas                 | Lasarettet, stora atriumgården koordinater saknas                       |                                                                  |
| Trellis                                            | Christian von Sydow            | 2004  |             | skulptur - glas                 | Lasarettet, lilla atriumgården koordinater saknas                       |                                                                  |
| Gestalt                                            | Thure Thörn                    | 1990  |             | skulptur - brons                | Bryggaregatan/Västergatan 55.37518, 13.14812                            | Gestalt                                                          |
| Nils Holgersson                                    | Thure Thörn                    | 1953  |             | fasadmosaik - mosaik            | S:ta Gertrudsgården (ytterväggen), Skarpskyttegatan koordinater saknas  |                                                                  |
| Rådhusfontänen                                     | Thure Thörn                    | 1977  |             | fontänskulptur - brons          | Söderslättshallen 55.38677, 13.15615                                    | Rådhusfontänen                                                   |
| Äventyret Även känd som: Seglatsen                 | Thure Thörn                    | 1958  |             | skulptur - brons                | Liljeborgsskolans gård koordinater saknas                               |                                                                  |
| Drivved – Horisontal formation                     | Folke Truedsson                | 1965  |             | skulptur                        | Adamsgränd koordinater saknas                                           |                                                                  |
| Emma                                               | Edvard Trulsson                | 1984  |             | skulptur - brons                | Ångkvarnen, utanför foajéns glasvägg koordinater saknas                 |                                                                  |
| Flickan och fisken                                 | Edvard Trulsson                | 1937  |             | fontänskulptur                  | Folkets Park, innergården 55.3789, 13.15298                             | Flickan och fisken                                               |
| Sinus                                              | Lars Valinger                  | 2004  |             | skulptur - gummi                | Lasarettet, huvudentrén koordinater saknas                              |                                                                  |
| Pojke tyglande två hästar                          | Axel Wallenberg                | 1967  |             | skulptur                        | Skyttsgården koordinater saknas                                         |                                                                  |
| Skåneland                                          | Per-Erik Villö                 | 1990  |             | fontänskulptur - rostfritt stål | Trelleborgs övre busstation koordinater saknas                          |                                                                  |
| Föränderlig profil                                 | Ulla Viotti                    | 2004  |             | skulpturgrupp - tegel           | Lasarettet, huvudentrén koordinater saknas                              |                                                                  |
| Membrana                                           | Ulla Viotti                    | 1993  |             | skulptur - brons                | Ljunggrenska skolans gård koordinater saknas                            |                                                                  |
| Längtan                                            | William Zadig                  | 1946  |             | skulptur - brons                | Strandpromenaden 55.37374, 13.14565                                     | Längtan                                                          |
| Böst                                               | Fred Åberg                     | 1996  |             | skulptur                        | Algatan/Corfitz Beck-Friisgatan 55.37417, 13.1563                       | Fler bilder                                                      |
| Nu badar vi                                        | Fred Åberg                     | 2000  |             | skulptur                        | Badhuset, foajén (inomhus) 55.37478, 13.16128                           | Nu badar vi                                                      |
| Nästan halvvägs                                    | Fred Åberg                     | 2005  |             | skulptur - brons                | Algatan/Kontinentgatan 55.37354, 13.15945                               | Nästan halvvägs                                                  |
| Sittande flicka                                    | Fred Åberg                     | 2004  |             | skulptur - brons                | Lasarettet, huvudentrén (inomhus) 55.38051, 13.16126                    | Sittande flicka                                                  |
| Amforor                                            | Britt-Marie Åkesson            | 2004  |             | textil                          | Lasarettet, centralkassan (inomhus) koordinater saknas                  | Det är troligen inte ok att ladda upp en bild av detta konstverk |
| Vattenvägar och Bärare                             | Mona Öjemark                   | 2004  |             | skulptur                        | Lasarettet, östra ljusgården koordinater saknas                         |                                                                  |
| Berlinmuren                                        | Okänd                          | 1995  |             | betong                          | Astrid Lindgrens Allé 55.37617, 13.15778                                | Berlinmuren                                                      |
| Ko                                                 | Fred Åberg                     | 2006  |             | skulptur - brons                | Skegrie skola koordinater saknas                                        | Ko                                                               |
| Torgdebatt                                         | Alf Olsson                     |       |             | skulptur - cortenstål           | Gärdslöv koordinater saknas                                             | Torgdebatt                                                       |